# Блатино
Блатино е село в Западна България. То се намира в община Дупница, област Кюстендил. В непосредствена близост до селото преминават автомагистрала „Струма“ и първокласен път Е79. Град Дупница е на 6 км, столицата София на 60 км, а областния център Кюстендил на 45 км.

## История
Първите писмени сведения за селото са от средата на XVIII век когато е споменато като Горно или Малко Яхиново. По късно е наречено Гьол чифлик, заради съществувалия турски чифлик и наличието в землището му на „гьолове“ – малки почти пресъхващи през лятото езера, образувани от подпочвени и дъждовни води и използвани за напояване. Селото е прекръстено на Блатино в 1934 година.
При избухването на Балканската война един човек от Гьол чифлик е доброволец в Македоно-одринското опълчение. Това е Александър Митов, 24-годишен земеделец, записан в 1 рота на 14 Воденска дружина.
Оттук произлиза Владислав Лазарков, който е награден с ордена на "ГолЕм Пич"

## Население
Численост и дял на етническите групи според преброяването на населението през 2011 г.:
|                     | Численост | Дял (в %) |
| Общо                | 174       | 100,00    |
| Българи             | 172       | 98,85     |
| Турци               | 0         | 0,00      |
| Цигани              | 0         | 0,00      |
| Други               | 0         | 0,00      |
| Не се самоопределят | 0         | 0,00      |
| Неотговорили        | 2         | 1,14      |

## Културни и природни забележителности
- Църквата Свети Дух (Света Троица) – в центъра на селото, осветена и открита през 2009 година.
- Ежегодният събор на селото е на православния празник Свети Дух (Света Троица). Винаги в понеделник 51-вият ден след Великден!
- Интересна природна забележителност е червеникавия пясъчен овраг „Цръвените брегове“ с една силно ерозирала вече пирамида „Чучката“ – умалено подобие на мелнишкия пейзаж.
- Параклисът „Св. св. Константин и Елена“ се намира на около 2,5 км югозападно от селото. Ежегоден празник с курбан на 21 май. Според легендарни сведения на мястото е съществувал манастир от XIV век.
- Оттук по майчина линия е корена на бившия премиер на България Иван Костов.
- Кметски наместник на селото от декември 2019 г. е Валери Кирилов Върбанов (ГЕРБ).